# Boks na Letnich Igrzyskach Olimpijskich 1908
Wyniki zawodów bokserskich podczas igrzysk olimpijskich w Londynie.

## Medaliści
| Kategoria                      | Złoty           | Srebrny           | Brązowy       |
| waga kogucia (do 52,62 kg)     | Henry Thomas    | John Condon       | William Webb  |
| waga piórkowa (do 57,15 kg)    | Richard Gunn    | Charles Morris    | Hugh Roddin   |
| waga lekka (do 63,5 kg)        | Frederick Grace | Frederick Spiller | Harry Johnson |
| waga średnia (do 71,67 kg)     | John Douglas    | Snowy Baker       | William Philo |
| waga ciężka (powyżej 71,67 kg) | Albert Oldman   | Sidney Evans      | Frank Parks   |

## Tabela medalowa
| lp. | Państwo         | Złoty | Srebrny | Brązowy | Suma |
| 1   | Wielka Brytania | 5     | 4       | 5       | 14   |
| 2   | Australazja     | 0     | 1       | 0       | 1    |